# Lean (droga)

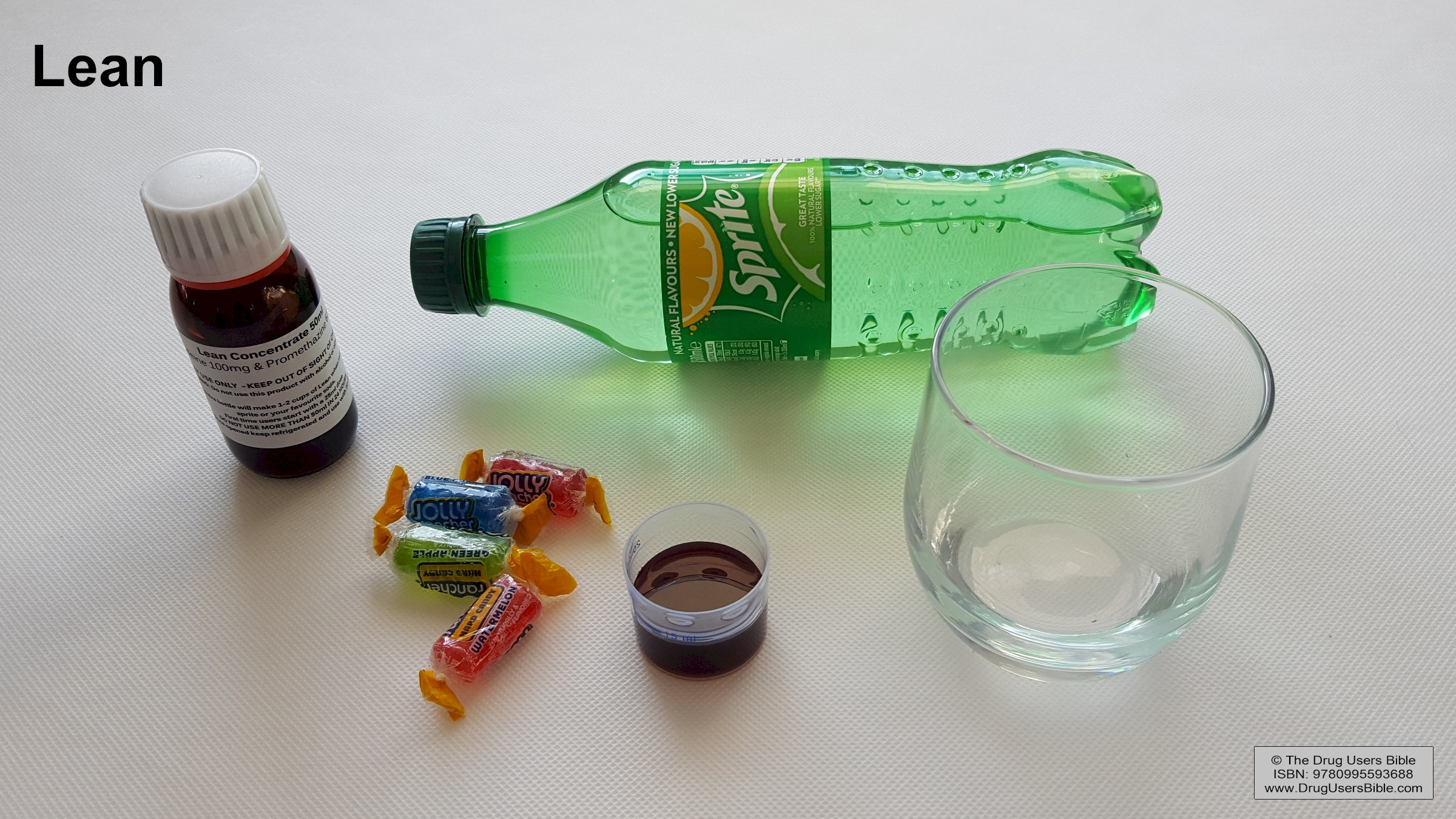
Ingredients per crear magre, inclosos xarop de codeïna - prometazina per a la tos, caramels Jolly Rancher i Sprite. Tingueu en compte l'etiqueta del xarop embotellat, impresa amb instruccions sobre com preparar el magre.

Lean, també coneguda com a beguda porpra o morada (o purple drank en anglès) i diversos altres noms, és una beguda recreativa de drogues, preparada combinant xarop per a la tos de prescripció mèdica amb un refresc i caramels. La barreja es va originar a Houston, Texas, i és popular a la cultura del hip hop resident al sud dels Estats Units.

## Visió general

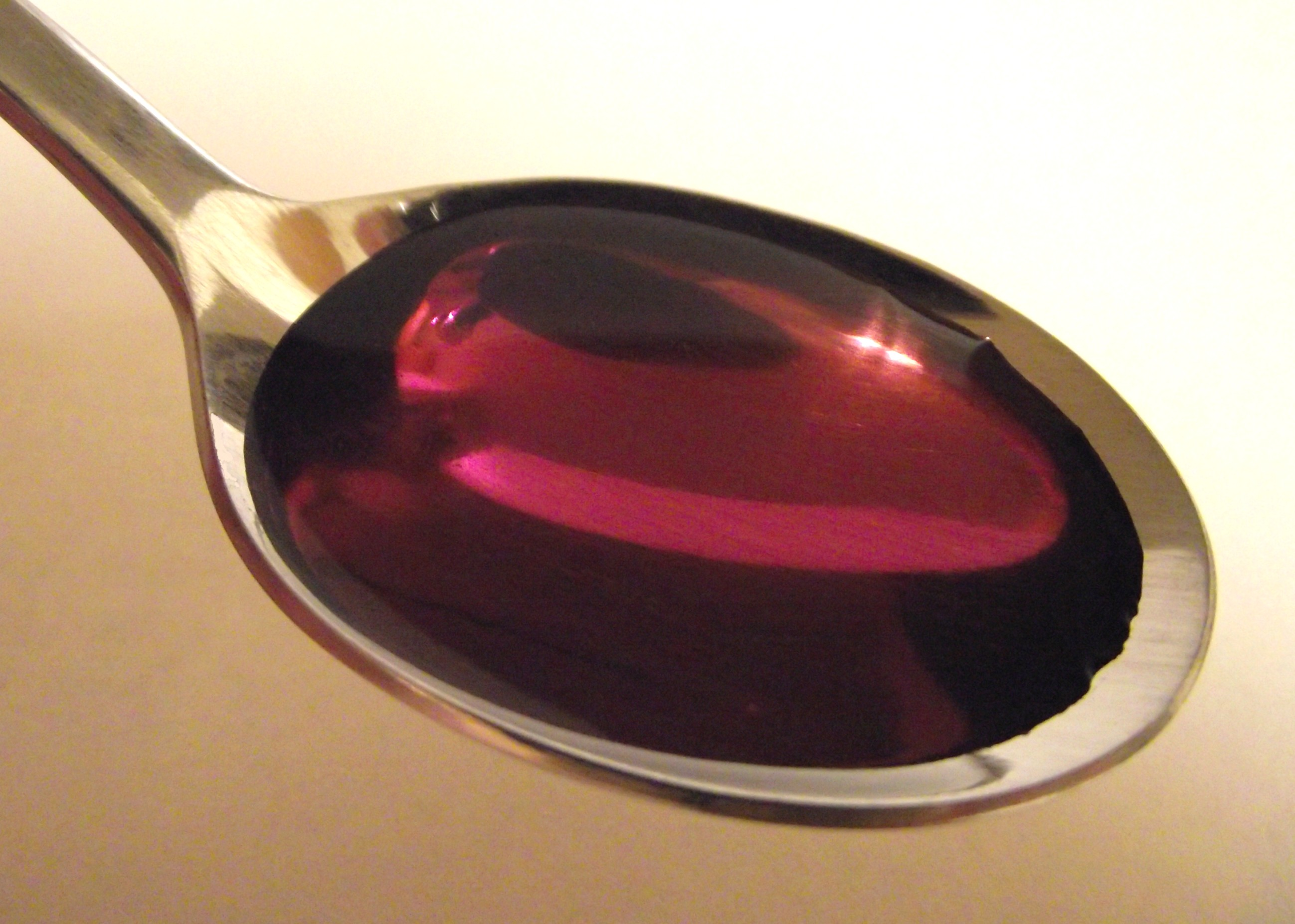
Una cullerada de xarop amb prometazina/codeïna que mostra el color morat característic

### Noms
El terme lean es refereix a la «propensió dels usuaris abusadors de la substància a tenir dificultats per plantar-se dret». Purple drank fa referència a la seva tonalitat cromàtica típicament porpra o morada, ja que els xarops per a la tos emprats solen ser de color porpra i morat, i és un terme anglès vernacle afroamericà per a una beguda alcohòlica o una beguda intoxicant. Altres noms inclouen sizzurp, syrup, drank, barre, purple jelly, wok, Texas tea, i dirty Sprite.

### Ingredients
Normalment, la base de lean ha estat la medicina contra el refredat amb recepta, específicament xarop per a la tos, que conté tant prometazina com codeïna, però també s'ha utilitzat medicació de venda lliure contra el refredat i que inclou el dextrometorfan com a ingredient actiu, ja que pot produir efectes similars i elimina la necessitat de la visita a un metge. Per crear una barreja potable, el xarop per a la tos es combina amb Sprite, Mountain Dew o Fanta amb gust de raïm i se sol servir en un got d'un sol ús. Es pot afegir un caramel dur, generalment Jolly Rancher, per donar a la barreja un sabor més dolç.

## Efectes
Els efectes fisiològics de la droga lean sobre l'usuari són produir «efectes secundaris eufòrics» lleus, que s'acompanyen de «deteriorament de l'habilitat motora, letargia, somnolència i una sensació dissociativa de totes les altres parts del cos». S'ha suggerit que la combinació super dolça de refresc, xarop per a la tos i Jolly Ranchers proporciona un sabor i una sensació bucal que es mantenen a la llengua durant una durada prolongada. Aquest fenomen sovint resulta atractiu per als usuaris que la consumeixen per primera vegada. Lean s'utilitza sovint en combinació amb alcohol i/o altres drogues.

### Perills
Quan es pren en quantitats prescrites, el xarop per a la tos és bastant segur, però es produeixen perills en dosis més altes, ja que la prometazina és un depressor del sistema nerviós central (SNC) i la codeïna és un depressor respiratori. Quan es pren codeïna en quantitats molt grans, es pot deixar de respirar. L’ús d’alcohol i altres drogues al costat de lean augmenten les possibilitats de depressió respiratòria. Fallieras va afirmar que la preparació no provoca convulsions per si mateixes, sinó que augmenta la seva probabilitat en aquelles persones susceptibles a elles. La beguda inclou una gran quantitat de codeïna opiàcia, que pot ser addictiva en dosis elevades, i Fallieras afirma que «almenys anecdòticament s'ha notat que la prometazina intensifica els efectes eufòrics de la codeïna al cervell».
El caràcter addictiu de la beguda significa que intentar interrompre l’ús habitual pot provocar símptomes d’abstinència. En una entrevista del 2008 amb MTV News, Lil Wayne va descriure la retirada com a «sentir la mort a l'estómac quan s'atura. Tothom vol que ho deixis. Però no és tan fàcil».
Es confirma o se sospita que Lean ha causat la mort de diversos consumidors coneguts. La depressió respiratòria és una reacció adversa potencialment greu o mortal relacionada amb l’ús de codeïna, però principalment el perill rau en la prometazina antihistamínica relacionada amb la fenotiazina, molt més potent i que deprimeix el SNC. Aquesta depressió està relacionada amb la dosi i és el mecanisme de les conseqüències potencialment mortals de la sobredosi: aturada respiratòria o cardíaca. Com passa amb la majoria dels depressius del Sistema Nerviós Central, barrejar-ho amb alcohol augmenta considerablement el risc d’insuficiència respiratòria i altres complicacions.

## Història
Es creu que Lean es va desenvolupar a Houston cap a la dècada de 1960, quan els músics de blues prenien Robitussin i ho mesclaven amb cervesa. Més tard, quan els refrescos de vi van entrar al mercat, van substituir la cervesa. Aquests músics de blues vivien als barris de Fifth Ward, Third Ward i South Park de Houston, i la pràctica va ser adoptada per la generació de rapers que creixien a les mateixes parts de la ciutat. Als anys vuitanta i noranta, la fórmula es va canviar per utilitzar xarop de codeïna prometazina per a la tos, semblant a la combinació de glutetimida i codeïna, que va ser popular des dels anys setanta fins a principis dels noranta.
Lean va continuar sent un fenomen local de Houston fins que el raper DJ Screw dels anys 90 va llançar diverses cançons esmentant la beguda en els seus mixtapes, que eren extremadament populars a la zona de Houston.
La música de DJ Screw era particularment apropiada per al clima de Houston. A causa de la calor i la superfície de la zona de Houston, els residents passaven llargues cotxes als seus cotxes, «la música que complementa de manera més adequada la que sempre ha estat la música de DJ Screw, s'ha desaccelerat, i quan dic que es va desaccelerar, vull dir que gravaria feia sessions al seu apartament amb rapers que improvisaven ritmes i feia aquests grans mixtapes i, de fet, els alentia encara més a la gravadora de cassets». L'exigència de DJ Screw en les seves lletres i el seu ús de ritmes lents havien fet que el seu estil es caracteritzés «per com les cançons mostraven que havia pres massa codeïna prometazina». Els rapers de fora de Houston aviat van adoptar aspectes del seu estil.
Mai havia estat estigmatitzat a Houston, però amb la mort primerenca aparentment relacionada amb el consum de lean per part de DJ Screw, la barreja es va convertir en un tema central per les forces de l'ordre a la zona de Houston, on es van aplicar càrrecs per delictes per alguns aspectes que l'envoltaven.

### Popularització

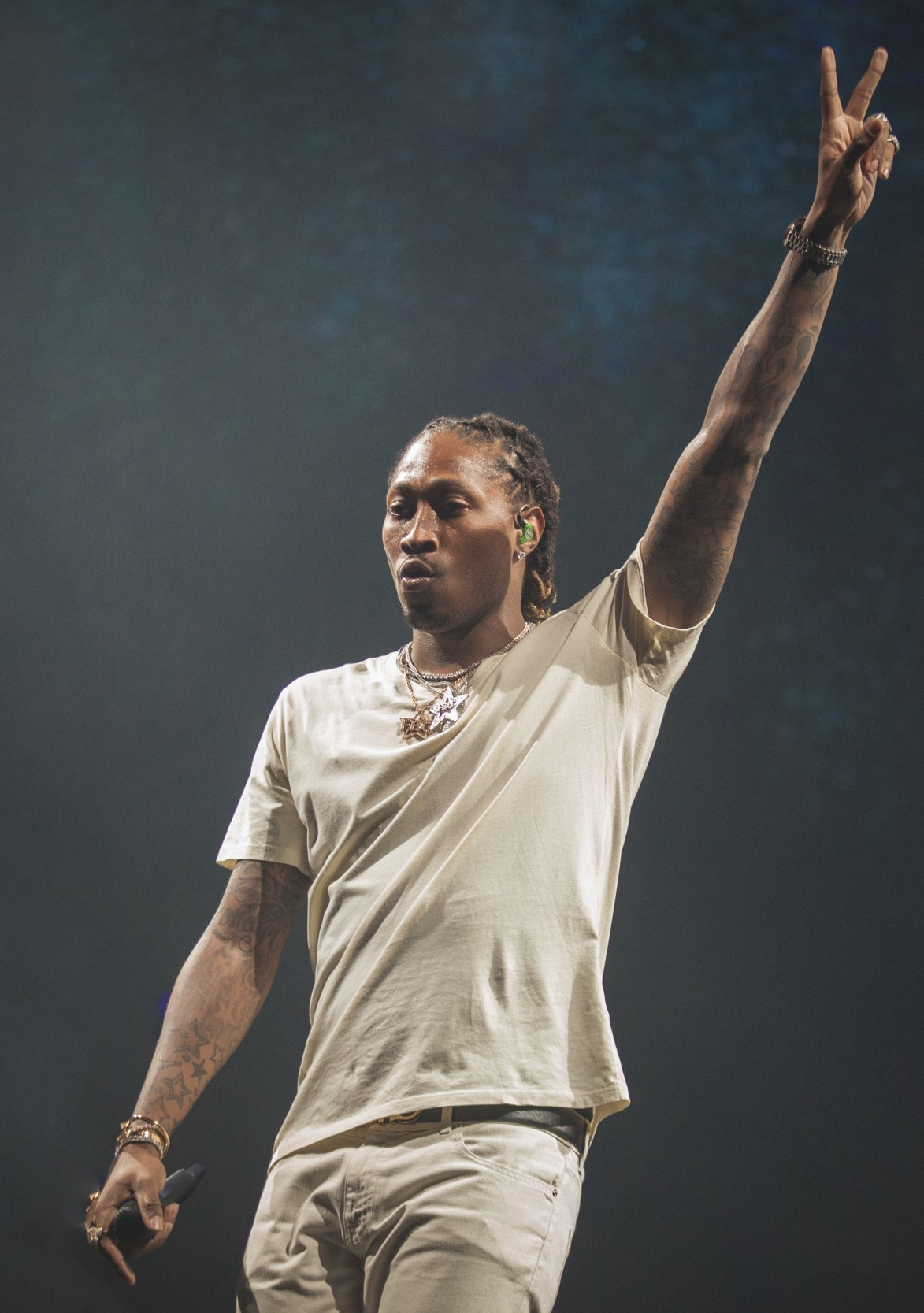
El 2019, el raper Future va parlar públicament de deixar el lean després de conèixer com la seva música va influenciar els adolescents a provar la droga.

El productor de Houston, DJ Screw, va popularitzar la preparació, que s'atribueix àmpliament com a font d’inspiració per a l'estil «picat i cargolat» de la música hip-hop. La barreja de prometazina i codeïna va guanyar popularitat per primera vegada a l'escena underground del hip hop a Houston, on el músic Big Hawk va dir que es consumia ja als anys seixanta i setanta, fent-se més àmpliament utilitzada a principis dels noranta. A causa de l'ús que van fer els artistes de rap a Houston, es va fer més popular als anys noranta El seu ús es va estendre posteriorment a altres estats del sud. El juny del 2000, el single de Three 6 Mafia "Sippin 'on Some Syrup", amb UGK, va portar el terme purple dran a un públic internacional.
El 2004, la Universitat de Texas va trobar que el 8,3% dels estudiants d’ensenyament secundari de Texas havien pres xarop de codeïna per arribar a un nivell elevat d'embriaguesa. L'Administració de control de drogues informà que hi havia hagut implicacions del xarop al sud dels Estats Units, especialment a Texas i Florida. A partir de 2011, el preu de lean a Houston fou el doble que a Los Angeles.
En una entrevista del 2019, el raper nord-americà Future va parlar de deixar de prendre lean i va dir que temia que els seus fans creguessin que la seva música hauria canviat si hagués admès públicament deixar de consumir abans. Future va expressar la seva decepció després que el raper nord-americà Juice Wrld li digués que s'ha vist influït per la seva música a prendre lean quan era jove. Future va afirmar: «És com “oh merda”. Quants altres alumnes de sisè de primària he influït per beure lean?» Els dos artistes havien publicat una col·laboració titulada Wrld on Drugs l'octubre del 2018. La cançó exitosa de Lil Nas X «Old Town Road» incloïa la línia "Lean all in my bladder", tot i que Lil Nas X ha afirmat que no aprovava el consum d'aquesta droga.

### Incidents notables pel seu ús
DJ Screw, que va popularitzar la beguda a base de codeïna, va morir a causa d'una sobredosi de codeïna-prometazina-alcohol el 16 de novembre del 2000, diversos mesos després del debut del vídeo del single de Three 6 Mafia.
Big Moe, un protegit de DJ Screw, els seus àlbums City of Syrup i Purple World es basaven en la beguda i s'ha descrit que havia «abusat obsessivament de la droga», morint als 33 anys, el 14 d'octubre de 2007, després de patir un atac de cor una setmana abans que el va deixar en coma. Es va especular que la droga lean podria haver contribuït a la seva mort.
Pimp C, un artista àmpliament influent de Port Arthur, Texas, membre del duet de rap UGK, va ser trobat mort el 4 de desembre de 2007 a l’hotel Mondrian de West Hollywood, Califòrnia. L'Oficina del Forense del Comtat de Los Angeles va informar que la mort del raper «es degué a efectes de prometazina-codeïna i altres factors no establerts». Ed Winter, ajudant de cap de l'Oficina del Forista, va dir que els nivells de medicació eren elevats, però no suficient per considerar la mort com una sobredosi. No obstant això, Pimp C tenia antecedents d'apnea del son, una afecció que fa que deixi de respirar durant períodes curts durant el son. Un portaveu de l’oficina del forense va dir que la combinació d’apnea del son i medicaments per a la tos probablement va suprimir la respiració de Pimp C el temps suficient per provocar la seva mort.
Fredo Santana, un raper nord-americà que feia referències a la beguda amb freqüència a la seva música, va morir d’una sobredosi el 19 de gener de 2018. Segons TMZ, havia patit problemes hepàtics i renals, que es creia que eren el resultat de la seva addicció.
El setembre de 2006 Terrence Kiel, un jugador de San Diego Chargers, va ser arrestat durant un entrenament per possessió amb la intenció de vendre xarop per a tos amb recepta per fer-ne la beguda. Kiel va ser atrapat intentant enviar un estoig de xarop a un amic mitjançant FedEx. Kiel va ser acusat de dos actes delictius de transport de substàncies controlades i tres delictes de possessió per a la venda d'una substància controlada.
El 8 de juliol de 2008 Johnny Jolly, un jugador dels Green Bay Packers, va ser tret del seu cotxe per la policia per tocar una música excessivament forta en un aparcament de la discoteca. Els agents van trobar una ampolla de Dr Pepper en un suport al costat de dues tasses d’escuma de poliestirè que contenien sosa i gel. Els oficials van dir que les tasses i l'ampolla emetien «fortes olors a codeïna», tot i que la codeïna és inodora segons els Instituts Nacionals de Salut. El cas es va desestimar, però els càrrecs es van tornar a presentar el desembre de 2009 després que el Departament de Policia de Houston adquirís equip nou que permetés a la policia provar de nou les proves. Jolly es va enfrontar a una possible pena màxima de fins a 20 anys de presó, però com a primer infractor seria elegible per a la llibertat condicional.
El 5 de juliol de 2010, l'ex-quarterback dels Oakland Raiders, JaMarcus Russell, va ser arrestat a casa seva a Mobile, Alabama, per possessió de xarop de codeïna sense recepta mèdica. Va ser arrestat com a part d’una investigació d’estupefaents encoberta. Russell va ser ingressat a la presó de la ciutat i alliberat poc després de fer la fiança.
L’11 de juny de 2013, pocs dies després de ser robat a punta de pistola a San Francisco, el raper 2 Chainz va ser arrestat a l'Aeroport Internacional de Los Angeles acusat de posseir prometazina i codeïna (els ingredients principals de la magra) juntament amb marihuana.
Mac Miller, que va morir per una sobredosi de drogues que no implicava lean, havia parlat però obertament de la seva addicció a beguda lean.

## Productes comercials
Als Estats Units es comercialitzen diversos productes comercials legals basats en el concepte de «beguda porpra». El juny de 2008, Innovative Beverage Group, una empresa amb seu a Houston, Texas, va llançar una beguda anomenada «Drank». El producte comercial no conté codeïna ni prometazina, però afirma «Slow Your Roll» amb una combinació d'ingredients a base d'herbes, com ara arrel de valeriana i rosa mosqueta, així com l'hormona melatonina. Begudes de relaxació o anti-energètiques similars al mercat comercial utilitzen els noms de «Purple Stuff», «Sippin Syrup» i «Lean».
Aquests productes comercials han estat criticats pel seu potencial per servir de porta d’entrada a la perillosa barreja il·legal. S'ha descrit l'empenta de màrqueting semblant a la fabricació de cigarrets de llaminadures.